# Східний-2, 3
Схі́дний-2, 3 — мікрорайони у східній частині Довгинцівського району, закладені у травні 1991 року.
Протягом 1991 р. заселено 17 будинків. Площа 6 км². Існують вулиці В'ячеслава Чорновола, Незалежності України, Лісового, Приозерна та Сахарова.
Має 71 багатоповерховий будинок, мешкає 16,2 тисячі осіб.